# Tom Belsø
Tom Belsø (Søborg, 27 de agosto de 1942 – 11 de janeiro de 2020) foi um automobilista dinamarquês. Foi o primeiro piloto de seu país a disputar a Fórmula 1, conseguindo largar em duas provas em cinco tentativas.
Belsø faleceu em 11 de janeiro de 2020 aos 77 anos de idade, em decorrência de câncer de estomago.